# Liste der Klein- und Museumsbahnen im Vereinigten Königreich
Diese Seite enthält eine Liste der Kleinbahnen (Minor Railways) und Museumsbahnen (Preserved Railways) im Vereinigten Königreich und in den Kronbesitzungen der britischen Krone.

## Vereinigtes Königreich

### England
| Bahngesellschaft                                         | Strecke                                                                | Grafschaft                   | Region                   | Spurweite | Spurweite |
| Bahngesellschaft                                         | Strecke                                                                | Grafschaft                   | Region                   | (Fuß)     | (mm)      |
| -------------------------------------------------------- | ---------------------------------------------------------------------- | ---------------------------- | ------------------------ | --------- | --------- |
| Abbey Light Railway                                      | Kirkstall–Kirkstall Abbey                                              | West Yorkshire               | Yorkshire and the Humber | 2′        | 610       |
| Avon Valley Railway (betrieben durch die Bitton Railway) | Avon Riverside–Oldland Common (bei Bath)                               | Somerset                     | Südwestengland           | 4′8½″     | 1435      |
| Battlefield Steam Railway                                | Shackerstone–Shenton                                                   | Leicestershire               | East Midlands            | 4′8½″     | 1435      |
| Beamish Museum and Tramway                               | bei Newcastle upon Tyne                                                | Tyne and Wear                | Nordostengland           | 4′8½″     | 1435      |
| Bicton Woodland Railway                                  | bei Exmouth (Bicton)                                                   | Devon                        | Südwestengland           | 1′6″      | 457       |
| Birkenhead Tramway                                       | in Birkenhead                                                          | Merseyside                   | Nordwestengland          | 4′8½″     | 1435      |
| Bluebell Railway                                         | East Grinstead–Kingscote (East Sussex)–Sheffield Park                  | East Sussex                  | Südostengland            | 4′8½″     | 1435      |
| Bodmin and Wenford Railway                               | Bodmin–Boscarne Junction (–Grogley Halt (geplant))                     | Cornwall                     | Südwestengland           | 4′8½″     | 1435      |
| Bowes Railway                                            | Wrekanton–Springwell                                                   | Tyne and Wear                | Nordostengland           | 4′8½″     | 1435      |
| Bristol Harbour Railway                                  | in Bristol                                                             | Somerset                     | Südwestengland           | 4′8½″     | 1435      |
| Bure Valley Railway                                      | Wroxham–Aylsham                                                        | Norfolk                      | Ostengland               | 1′3″      | 381       |
| Cambrian Railway                                         | bei Oswestry, geplant bis Pant                                         | Shropshire                   | West Midlands (Region)   | 4′8½″     | 1435      |
| Chasewater Railway                                       | in Chasetown                                                           | Staffordshire                | West Midlands (Region)   | 4′8½″     | 1435      |
| Chinnor and Princes Risborough Railway                   | Princes Risborough–Chinnor                                             | Buckinghamshire              | Südostengland            | 4′8½″     | 1435      |
| Cholsey and Wallingford Railway                          | Cholsey–Wallingford                                                    | Oxfordshire                  | Südostengland            | 4′8½″     | 1435      |
| Churnet Valley Railway                                   | Cheddleton–Kingsley&Froghall(–Oakamoor (geplant))                      | Staffordshire                | West Midlands (Region)   | 4′8½″     | 1435      |
| Cleethorpes Coast Light Railway                          | in Cleethorpes                                                         | Lincolnshire                 | Yorkshire and the Humber | 1′3″      | 381       |
| Crich Tramway Village                                    | in Crich                                                               | Derbyshire                   | East Midlands            | 4′8½″     | 1435      |
| Dartmoor Railway                                         | Crediton–Okehampton (Meldon Quarry)                                    | Devon                        | Südwestengland           | 4′8½″     | 1435      |
| Dean Forest Railway                                      | Lydney–Parkend                                                         | Gloucestershire              | Südwestengland           | 4′8½″     | 1435      |
| East Hayling Light Railway                               | auf Hayling Island                                                     | Hampshire                    | Südostengland            | 2′        | 610       |
| East Kent Railway                                        | Shepherd's Well–Eythorne(–Tilmanstone (geplant))                       | Kent                         | Südostengland            | 4′8½″     | 1435      |
| East Lancashire Railway                                  | Heywood–Rawtenstall                                                    | Lancashire                   | Nordwestengland          | 4′8½″     | 1435      |
| East Somerset Railway                                    | Cranmore–Mendip Vale                                                   | Somerset                     | Südwestengland           | 4′8½″     | 1435      |
| Ecclesbourne Valley Railway                              | Wirksworth–Gorsey Bank(–Duffield (geplant))                            | Derbyshire                   | East Midlands            | 4′8½″     | 1435      |
| Eden Valley Railway                                      | (geplant) Sandford–Flintholme                                          | Cumbria                      | Nordwestengland          | 4′8½″     | 1435      |
| Elsecar Steam Railway                                    | bei Elsecar                                                            | South Yorkshire              | Yorkshire and the Humber | 4′8½″     | 1435      |
| Embsay and Bolton Abbey Steam Railway                    | Embsay–Bolton Abbey                                                    | North Yorkshire              | Yorkshire and the Humber | 4′8½″     | 1435      |
| Epping Ongar Railway                                     | Epping–Ongar                                                           | Essex                        | Ostengland               | 4′8½″     | 1435      |
| Foxfield Railway                                         | bei Stoke-on-Trent                                                     | Staffordshire                | West Midlands (Region)   | 4′8½″     | 1435      |
| Gloucestershire Warwickshire Railway                     | Cheltenham Racecourse–Toddington                                       | Gloucestershire              | Südwestengland           | 4′8½″     | 1435      |
| Great Central Railway                                    | Ruddington–Leicester North                                             | Leicestershire               | East Midlands            | 4′8½″     | 1435      |
| Great Whipsnade Railway                                  | bei Whipsnade                                                          | Bedfordshire                 | Ostengland               | 2′6″      | 762       |
| Heatherslaw Light Railway                                | bei Berwick-upon-Tweed                                                 | Northumberland               | Nordostengland           | 1′3″      | 381       |
| Heaton Park Tramway                                      | in Manchester                                                          | Greater Manchester           | Nordwestengland          | 4′8½″     | 1435      |
| Hythe Pier Railway                                       | in Hythe                                                               | Hampshire                    | Südostengland            | 2′        | 610       |
| Isle of Wight Steam Railway                              | Smallbrook Junction–Wootton Bridge                                     | Isle of Wight                | Südostengland            | 4′8½″     | 1435      |
| Keighley and Worth Valley Railway                        | Keighley–Oxenhope                                                      | West Yorkshire               | Yorkshire and the Humber | 4′8½″     | 1435      |
| Kent and East Sussex Railway                             | Bodiam–Tenterden                                                       | Kent                         | Südostengland            | 4′8½″     | 1435      |
| Kirklees Light Railway                                   | Shelley–Clayton West                                                   | West Yorkshire               | Yorkshire and the Humber | 1′3″      | 381       |
| Lakeside and Haverthwaite Railway                        | Lakeside (Windermere)–Haverthwaite                                     | Cumbria                      | Nordwestengland          | 4′8½″     | 1435      |
| Lappa Valley Railway                                     | bei Newquay (Benny Halt)                                               | Cornwall                     | Südwestengland           | 1′3″      | 381       |
| Launceston Steam Railway                                 | Launceston–Newmills                                                    | Cornwall                     | Südwestengland           | 1′11½″    | 597       |
| Lavender Line                                            | in Isfield                                                             | East Sussex                  | Südostengland            | 4′8½″     | 1435      |
| Leighton Buzzard Railway                                 | bei Leighton Buzzard                                                   | Bedfordshire                 | Ostengland               | 2′        | 610       |
| Lynton and Barnstaple Railway                            | nordöstlich von Barnstaple                                             | Devon                        | Südwestengland           | 1′115/8″  | 600       |
| Mangapps Farm Museum                                     | bei Southminster                                                       | Essex                        | Ostengland               | 4′8½″     | 1435      |
| Middleton Railway                                        | in Leeds                                                               | West Yorkshire               | Yorkshire and the Humber | 4′8½″     | 1435      |
| Midland Railway Centre                                   | Codnor Park Junction–Hammersmith                                       | Derbyshire                   | East Midlands            | 4′8½″     | 1435      |
| Mid Norfolk Railway                                      | Wymondham Abbey–Dereham(–County School (geplant))                      | Norfolk                      | Ostengland               | 4′8½″     | 1435      |
| Mizens Railway                                           | in Knaphill / Woking                                                   | Surrey                       | Südostengland            | 7'¼″      | 178       |
| Nene Valley Railway                                      | Peterborough Town–Yarwell Junction                                     | Cambridgeshire               | Ostengland               | 4′8½″     | 1435      |
| North Bay Railway                                        | bei Scarborough                                                        | North Yorkshire              | Yorkshire and the Humber | 1′8″      | 508       |
| Northampton and Lamport Railway                          | in Pitsford                                                            | Northamptonshire             | East Midlands            | 4′8½″     | 1435      |
| North Norfolk Railway                                    | Sheringham–Holt                                                        | Norfolk                      | Ostengland               | 4′8½″     | 1435      |
| North Yorkshire Moors Railway                            | Grosmont (North Yorkshire)–Pickering                                   | North Yorkshire              | Yorkshire and the Humber | 4′8½″     | 1435      |
| Paignton and Dartmouth Steam Railway                     | Paignton Queens Park–Kingswear for Dartmouth                           | Devon                        | Südwestengland           | 4′8½″     | 1435      |
| Peak Railway                                             | Matlock–Rowsley South                                                  | Derbyshire                   | East Midlands            | 4′8½″     | 1435      |
| Plym Valley Railway                                      | bei Plymouth (Marsh Mills)                                             | Devon                        | Südwestengland           | 4′8½″     | 1435      |
| Ravenglass and Eskdale Railway                           | Ravenglass for Eskdale–Eskdale                                         | Cumbria                      | Nordwestengland          | 1′3″      | 381       |
| Romney, Hythe and Dymchurch Railway                      | Hythe–Dungeness                                                        | Kent                         | Südostengland            | 1′3″      | 381       |
| Rother Valley Railway                                    | bei Robertsbridge (Verlängerung nach Bodiam geplant)                   | East Sussex                  | Südostengland            | 4′8½″     | 1435      |
| Ruislip Lido Railway                                     | am Ruislip Lido                                                        | London Borough of Hillingdon | Großlondon               | 1′        | 305       |
| Seaton Tramway                                           | Seaton–Colyton                                                         | Devon                        | Südwestengland           | 2′9″      | 838       |
| Severn Valley Railway                                    | Kidderminster Town–Bridgnorth                                          | Worcestershire               | West Midlands (Region)   | 4′8½″     | 1435      |
| Sittingbourne and Kemsley Light Railway                  | Sittingbourne–Kemsley Down                                             | Kent                         | Südostengland            | 2′6″      | 762       |
| Somerset and Avon Railway                                | (geplant) Hapsford–Radstock                                            | Somerset                     | Südwestengland           | 4′8½″     | 1435      |
| South Devon Railway                                      | Totnes–Buckfastleigh                                                   | Devon                        | Südwestengland           | 4′8½″     | 1435      |
| Southend Pier Railway                                    | in Southend-on-Sea                                                     | Essex                        | Ostengland               | 3′        | 914       |
| South Tynedale Railway                                   | Alston–Kirkhaugh(–Slaggyford (geplant))                                | Cumbria                      | Nordwestengland          | 2′        | 610       |
| South Yorkshire Railway Preservation Society             | bei Meadowhall                                                         | South Yorkshire              | Yorkshire and the Humber | 4′8½″     | 1435      |
| Spa Valley Railway                                       | Tunbridge Wells–Birchden(–Eridge (geplant))                            | Kent                         | Südostengland            | 4′8½″     | 1435      |
| Swanage Railway                                          | (Wareham (geplant)–)Furzebrook–Swanage                                 | Dorset                       | Südwestengland           | 4′8½″     | 1435      |
| Swindon and Cricklade Railway                            | (Swindon Moredon (geplant)–)Blunsdon–Hayes Knoll(–Cricklade (geplant)) | Wiltshire                    | Südwestengland           | 4′8½″     | 1435      |
| Tanfield Railway                                         | Sunniside–East Tanfield                                                | County Durham                | Nordostengland           | 4′8½″     | 1435      |
| Telford and Horsehay Steam Railway                       | bei Telford                                                            | Shropshire                   | West Midlands (Region)   | 4′8½″     | 1435      |
| Volk’s Electric Railway                                  | in Brighton                                                            | East Sussex                  | Südostengland            | 2′8½″     | 825       |
| Weardale Railway                                         | Bishop Auckland–Stanhope                                               | County Durham                | Nordostengland           | 4′8½″     | 1435      |
| Wells and Walsingham Railway                             | Wells-next-the-Sea–Walsingham (Norfolk)                                | Norfolk                      | Ostengland               | 10¼″      | 260       |
| Wensleydale Railway                                      | Leeming Bar-Leyburn-Redmire (Schienen defekt)                          | North Yorkshire              | Yorkshire and the Humber | 4′8½″     | 1435      |
| West Somerset Railway                                    | Bishops Lydeard–Minehead                                               | Somerset                     | Südwestengland           | 4′8½″     | 1435      |

### Wales
| Bahngesellschaft                     | Strecke                                                 | Principal Area                | Spurweite | Spurweite |
| Bahngesellschaft                     | Strecke                                                 | Principal Area                | (Fuß)     | (mm)      |
| ------------------------------------ | ------------------------------------------------------- | ----------------------------- | --------- | --------- |
| Bala Lake Railway                    | Bala–Llanuwchllyn                                       | Gwynedd                       | 1′11½″    | 597       |
| Brecon Mountain Railway              | Pant–Torpantau                                          | Merthyr Tydfil County Borough | 1′11¾″    | 603       |
| Corris Railway                       | Corris–Maespoeth(–Tan-y-Coed Pantperthog (geplant))     | Gwynedd                       | 2′3″      | 686       |
| Fairbourne Railway                   | in Fairbourne                                           | Gwynedd                       | 1′0¼″     | 311       |
| Ffestiniog Railway                   | Blaenau Ffestiniog–Porthmadog                           | Gwynedd                       | 1′11½″    | 597       |
| Gwili Railway                        | Cynwyl Elfed–Bronwydd Arms(–Carmarthen North (geplant)) | Carmarthenshire               | 4′8½″     | 1435      |
| Llanberis Lake Railway               | Llanberis(Padarn Station)–Penllyn                       | Gwynedd                       | 1′11½″    | 597       |
| Llangollen Railway                   | Llangollen–Carrog(–Corwen (geplant))                    | Denbighshire                  | 4′8½″     | 1435      |
| Pontypool and Blaenavon Railway      | bei Blaenavon                                           | Torfaen                       | 4′8½″     | 1435      |
| Snowdon Mountain Railway             | Llanberis–Snowdon Summit                                | Gwynedd                       | 2′7½″     | 800       |
| Swansea Vale Railway                 | in Swansea                                              | Swansea                       | 4′8½″     | 1435      |
| Talyllyn Railway                     | Tywyn Wharf–Nant Gwernol                                | Gwynedd                       | 2′3″      | 686       |
| Teifi Valley Railway                 | Pont Goch–Henllan                                       | Denbighshire                  | 2′        | 610       |
| Vale of Glamorgan Railway            | in Barry                                                | Vale of Glamorgan             | 4′8½″     | 1435      |
| Vale of Rheidol Railway              | Aberystwyth–Devil's Bridge                              | Ceredigion                    | 1′11½″    | 597       |
| Welsh Highland Railway               | Caernarfon–Porthmadog                                   | Gwynedd                       | 1′11½″    | 597       |
| Welshpool and Llanfair Light Railway | Welshpool Raven Sq.–Llanfair Caereinion                 | Powys                         | 2′6″      | 762       |

### Schottland
| Bahngesellschaft                           | Strecke                                                      | Grafschaft        | Spurweite | Spurweite |
| Bahngesellschaft                           | Strecke                                                      | Grafschaft        | (Fuß)     | (mm)      |
| ------------------------------------------ | ------------------------------------------------------------ | ----------------- | --------- | --------- |
| Ayrshire Railway Preservation Society      | bei Ayr                                                      | Ayrshire          | 4′8½″     | 1435      |
| Bo'ness and Kinneil Railway                | bei Edinburgh                                                | Edinburgh         | 4′8½″     | 1435      |
| Caledonian Railway                         | in Brechin                                                   | Angus             | 4′8½″     | 1435      |
| Keith and Dufftown Railway                 | Keith–Dufftown                                               | Banffshire        | 4′8½″     | 1435      |
| Leadhills and Wanlockhead Railway          | Leadhills–Glengonnar Hillhead Summit(–Wanlockhead (geplant)) | South Lanarkshire | 2′        | 610       |
| Mull and West Highland Railway             | auf der Isle of Mull                                         | Argyll and Bute   | 10¼″      | 260       |
| Royal Deeside Railway Preservation Society | bei Aberdeen                                                 | Aberdeen          | 4′8½″     | 1435      |
| Strathspey Railway                         | Aviemore–Broomhill(–Grantown-on-Spey (in Bau))               | Inverness         | 4′8½″     | 1435      |
| Withrope Heritage Center                   | bei Hawick                                                   | Scottish Borders  | 4′8½″     | 1435      |

### Nordirland
| Bahngesellschaft                       | Strecke        | Grafschaft         | Spurweite | Spurweite |
| Bahngesellschaft                       | Strecke        | Grafschaft         | (Fuß)     | (mm)      |
| -------------------------------------- | -------------- | ------------------ | --------- | --------- |
| Downpatrick and County Down Railway    | in Downpatrick | County Down        | 5′3″      | 1600      |
| Foyle Valley Railway                   | in Derry       | County Londonderry | 3′        | 914       |
| Giant's Causeway and Bushmills Railway | in Bushmills   | County Antrim      | 3′        | 914       |

## Kronbesitzungen der britischen Krone

### Isle of Man
| Bahngesellschaft          | Strecke           | Spurweite | Spurweite |
| Bahngesellschaft          | Strecke           | (Fuß)     | (mm)      |
| ------------------------- | ----------------- | --------- | --------- |
| Isle of Man Steam Railway | Douglas–Port Erin | 3′        | 914       |
| Groudle Glen Railway      | bei Groudle Glen  | 2′        | 610       |

### Kanalinseln

#### Guernsey
| Bahngesellschaft | Strecke                             | Spurweite | Spurweite |
| Bahngesellschaft | Strecke                             | (Fuß)     | (mm)      |
| ---------------- | ----------------------------------- | --------- | --------- |
| Alderney Railway | Braye Road–Mannez Quarry (Alderney) | 4′8½″     | 1435      |